# Doble venganza
Doble venganza es una telenovela policial argentina creada por Endemol para Canal 9. Se trata de la ficción derivada de la telenovela Doble vida emitida por América TV en 2005. El primer capítulo fue transmitido el 22 de noviembre de 2006, pero a causa de la baja audiencia cosechada en sus primeras semanas, la telenovela sufrió varios cambios de horarios que llevaron a su cancelación y fue retirada del aire el 8 de febrero de 2007 después de 50 capítulos.
La telenovela fue protagonizada por Gerardo Romano, Tomás Fonzi, Marcela Kloosterboer y Carolina Papaleo. El elenco secundario estuvo conformado por Luciano Cáceres, Duilio Orso, Nazareno Casero, Lucrecia Capello, Gabriel Almiron, Pablo Palavecino, Agustina Lecouna y Elizabeth Killian.

## Sinopsis
Después de la muerte en circunstancias cuestionables del Dr. Leonardo Saravia, la familia decide vender la clínica, dejando atrás un pasado lleno de conflictos y misterios.
El Dr. Gonzalo Brizuela, psiquiatra, se convierte en uno de los nuevos propietarios. Está casado con Antonia, una mujer adinerada y de mayor edad, por razones económicas. Los otros dueños son los hermanos Ismael y Pablo Hasan, antiguos alumnos y fervientes admiradores del Dr. Saravia y que tiene como plan llevar a cabo un oscuro proyecto dentro de la clínica.
Por otra parte, está Vera Pedraza, hija de Antonia, producto de un matrimonio anterior, y trabaja como ingeniera civil en una fábrica. Tras regresar de un viaje de negocios, descubre que su psiquiatra se ha convertido en su padrastro, desencadenando un conflicto intenso. Vera se convierte en la principal oponente de Gonzalo Brizuela, decidida a exponerlo a toda costa.
Por su lado, la Dra. Marcela Rosenthal, cirujana y antigua amante del Dr. Saravia, acepta trabajar en la clínica tras ser invitada por los hermanos Hasan, sin embargo, ellos utilizan el pasado controversial de Marcela y su esposo para su propio beneficio.
En el medio de todo esto se encuentra Manuel Ferrer, un abogado en decadencia, se ve impedido de resolver el caso Saravia debido a obstáculos políticos, por lo que decide investigar y vigilar de cerca a los nuevos propietarios. En el transcurso de su investigación, se encuentra con Vera, con quien desarrolla una relación apasionada.

## Elenco
- Gerardo Romano como Gonzalo Brizuela
- Tomás Fonzi como Manuel Ferrer
- Marcela Kloosterboer como Vera Pedraza
- Carolina Papaleo como Marcela Rosenthal
- Luciano Cáceres como Ismael Hasan
- Duilio Orso como Pablo Hasan
- Nazareno Casero como Lucas Rosenthal
- Lucrecia Capello como Toscana
- Pablo Palavecino como Trabuco
- Agustina Lecouna como Malena Saravia
- Elizabeth Killian como Antonia
- Gabo Correa como Javier Rosenthal
- Emiliano Dionisi como Iván Ferrer
- Gabriel Almiron como Fidel
- Sol Pavez como Jackie
- María Vives como Úrsula
- Mauricio Navarro como Nelson
- Mariela Pérez Balboa como Lorena
- Enrique Liporace como Hugo
- Pepe Monje como Quique
- Gastón Grande como Julián
- Matías Grau

## Premios y nominaciones
| Lista de premios y nominaciones | Lista de premios y nominaciones | Lista de premios y nominaciones         | Lista de premios y nominaciones | Lista de premios y nominaciones | Lista de premios y nominaciones | Lista de premios y nominaciones |
| Año                             | Organización                    | Categoría                               | Nominado/a (s)                  | Resultado                       | Ref(s)                          |                                 |
| ------------------------------- | ------------------------------- | --------------------------------------- | ------------------------------- | ------------------------------- | ------------------------------- | ------------------------------- |
| 2007                            | Premios Don Segundo Sombra      | Peor programa                           | Doble venganza                  | Nominado                        | [ 7 ]                           |                                 |
| 2007                            | Premios Don Segundo Sombra      | Peor actor                              | Tomás Fonzi                     | Nominado                        | [ 7 ]                           |                                 |
| 2007                            | Premios Martín Fierro           | Mejor telenovela                        | Doble venganza                  | Nominado                        | [ 8 ] [ 9 ]                     |                                 |
| 2007                            | Premios Martín Fierro           | Mejor actor protagonista de telenovela  | Gerardo Romano                  | Nominado                        | [ 8 ] [ 9 ]                     |                                 |
| 2007                            | Premios Martín Fierro           | Mejor actor protagonista de telenovela  | Tomás Fonzi                     | Nominado                        | [ 8 ] [ 9 ]                     |                                 |
| 2007                            | Premios Martín Fierro           | Mejor actriz protagonista de telenovela | Marcela Kloosterboer            | Nominada                        | [ 8 ] [ 9 ]                     |                                 |
| 2007                            | Premios Martín Fierro           | Mejor actriz de reparto en drama        | Lucrecia Capello                | Ganadora                        | [ 8 ] [ 9 ]                     |                                 |